# Gager
Gager ist seit dem 1. Januar 2018 ein Ortsteil der Gemeinde Mönchgut im Landkreis Vorpommern-Rügen auf der Insel Rügen in Mecklenburg-Vorpommern (Deutschland). Bis zum 31. Dezember 2017 war Gager eine eigenständige Gemeinde mit dem Ortsteil Groß Zicker.

## Geografie

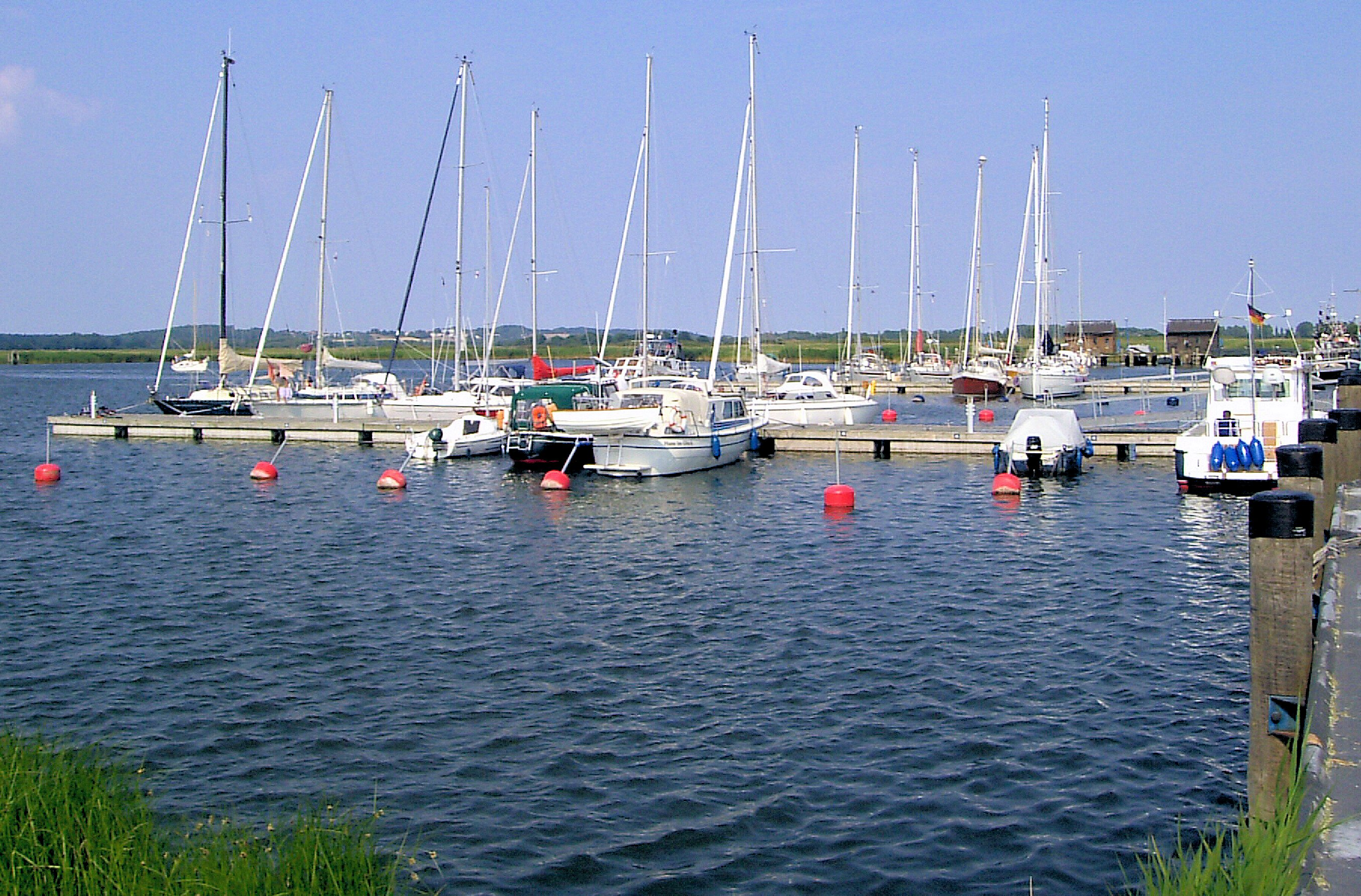
Hafen von Gager

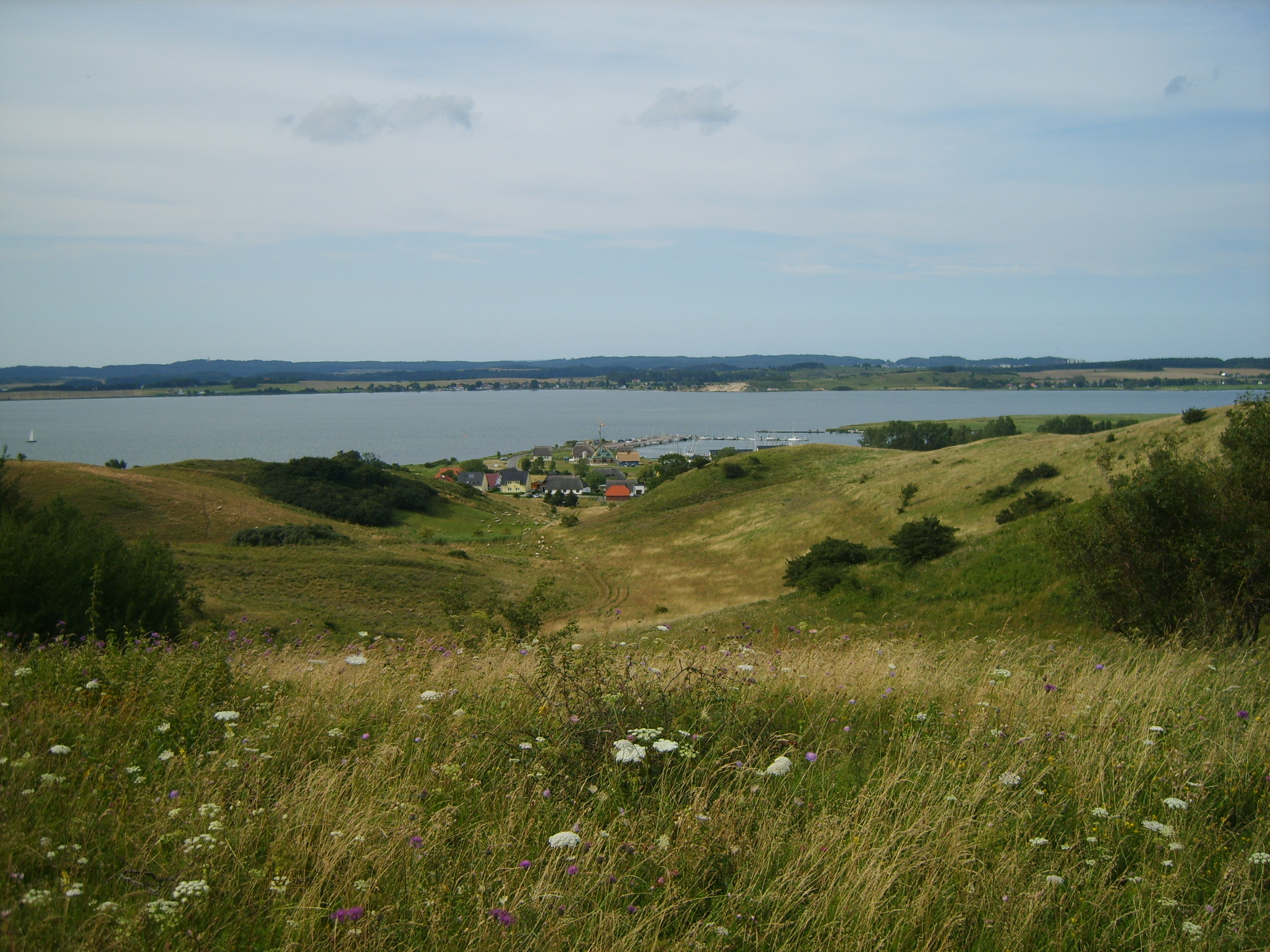
Blick vom Bakenberg auf Gager

Gager liegt auf der Halbinsel Mönchgut im Südostzipfel Rügens an der Südküste der Hagenschen Wiek und an der Nordküste des Zicker Sees. Dabei handelt es sich um zwei Buchten im Nordosten des Greifswalder Boddens. Die Ortschaft grenzt unmittelbar an den Höhenzug der Zickerschen Berge, deren höchste Erhebung der Bakenberg (66 m) ist. Der Berg befindet sich, wie die gesamten Zickerschen Berge, im Teilgebiet Zicker des Naturschutzgebietes Mönchgut.

## Ehemalige Gemeinde
Die ehemalige Gemeinde Gager hatte eine Fläche von 8,71 km² und 388 Einwohner (Stand 31. Dezember 2015). Sie wurde vom Amt Mönchgut-Granitz mit Sitz in der Gemeinde Baabe verwaltet. Letzter Bürgermeister war Peter Quilitzsch.

## Geschichte
Der Ort war bis 1326 Teil des Fürstentums Rügen und danach des Herzogtums Pommern.
Mit dem Westfälischen Frieden von 1648 kam Rügen und somit auch der Ort Gager zu Schwedisch-Pommern. Im Jahr 1815 kam die Gemeinde und Vorpommern zur preußischen Provinz Pommern.
Ab 1818 gehörte Gager zum Kreis bzw. Landkreis Rügen, von 1952 bis 1955 zum Kreis Putbus und danach bis 1990 zum Kreis Rügen im Bezirk Rostock. Anschließend wurde sie Teil des Landes Mecklenburg-Vorpommern. Der Landkreis Rügen ging 2011 im Landkreis Vorpommern-Rügen auf.
Zum 1. Januar 2018 schloss sich Gager mit Middelhagen und Thiessow zur neuen Gemeinde Mönchgut zusammen.

## Wappen
Das Wappen wurde am 16. Oktober 1998 durch das Innenministerium genehmigt und unter der Nr. 172 der Wappenrolle von Mecklenburg-Vorpommern registriert.
Blasonierung: „Schräggeviert von Silber und Blau; Feld 1: ein nach links gewendeter blauer Fisch; Feld 2 und 3: ein silberner Schafsrumpf, in Feld 2 nach links und in Feld 3 nach rechts gewendet; Feld 4: ein einmastiges blaues Sportsegelboot mit vollen Segeln, Ruder und Schwert.“
Das Wappen wurde von dem Weimarer Michael Zapfe gestaltet.

## Film
Die DEFA drehte 1980 unter der Regie von Kurt Tetzlaff den Dokumentarfilm Die drei anderen Jahreszeiten über die Orte Groß Zicker und Gager und das Leben der Dorfbewohner. Bürgermeisterin sowie Einwohnerinnen und Einwohner des Ortes gewähren einen Einblick in ihr Leben. In den Landschaften um Gager und Groß Zicker wurde unter anderem 1975 unter der Regie von Iris Gusner der DEFA-Märchenfilm „Das blaue Licht“ gefilmt.